# Roy Kinnear
Roy Kinnear (Wigan, Reino Unido, 8 de enero de 1934 – Madrid, España, 20 de septiembre de 1988) fue un actor británico.

## Inicios
Su verdadero nombre era Roy Mitchell Kinnear, y nació en Wigan, Inglaterra. Sus padres eran Annie Durie y Roy Muir Kinnear. Su padre fue una estrella internacional del rugby, fallecido mientras volaba con la Royal Air Force durante la Segunda Guerra Mundial en 1942, a los 38 años de edad. 
Kinnear estudió en la George Heriot's School de Edimburgo, y a los 17 años de edad entró en la Royal Academy of Dramatic Art. Sin embargo, el servicio militar le supuso una interrupción de sus estudios.

## Carrera
En la década de 1950 empezó una carrera dedicada al teatro de repertorio con una actuación en un espectáculo en Newquay, y en 1959 se sumó a la compañía Theatre Workshop, de Joan Littlewood, en el Teatro Royal Stratford East, interpretando en 1960 la obra Sparrows Can't Sing, así como la adaptación de la misma al cine en 1963. 
Siguió  trabajando en el teatro y en la radio antes de alcanzar la fama con el programa televisivo That Was The Week That Was. Posteriormente intervino en diferentes filmes y producciones televisivas, entre ellas Doctor at Large, Un hombre en casa, George y Mildred, The Dick Emery Show, y protagonizó Cowboys, una sitcom sobre albañiles. 
Indudablemente sus películas más conocidas son las que hizo con el director e íntimo amigo suyo Richard Lester: Help!, A Funny Thing Happened on the Way to the Forum (Golfus de Roma), How I Won the War, The Bed-Sitting Room, y la serie Los Tres Mosqueteros de los años setenta y ochenta. 
También trabajó, junto a Christopher Lee, en el film de Hammer Productions Taste The Blood of Dracula (1970). Interpretó al padre de Veruca Salt en la película de 1971 Willy Wonka and the Chocolate Factory (Un mundo de fantasía), adaptación de la famosa novela de Roald Dahl Charlie y la fábrica de chocolate. Así mismo fue artista invitado en el episodio de The Goodies titulado "Rome Antics", en el cual actuaba como Emperador Romano. 
Además de todo ello, narró y dio voces para el show televisivo infantil en stop motion Bertha. También participó en dos videos musicales de Mike and the Mechanics ("All I Need is a Miracle" y "Taken In"), el primero de los cuales sirvió para reunirse con Victor Spinetti, con el cual también trabajó en Help!. Fue el narrador de Towser y Bertha, dio voz a Pipkin en el film de 1978 Watership Down, y también hizo trabajo de doblaje en SuperTed (de nuevo con Victor Spinetti).
Kinnear siguió trabajando con regularidad en el teatro, actuando en sus últimos años en producciones como The Travails of Sancho Panza (con el primer papel) o El jardín de los cerezos en 1985.
Su último papel para la televisión llegó con la sitcom de Independent Television (ITV) Hardwicke House, cancelada tras dos episodios.

## Vida personal y fallecimiento
Kinnear estuvo casado con la actriz Carmel Cryan, con la que tuvo tres hijos, entre ellos el actor Rory Kinnear y la directora de casting Kirsty Kinnear. Su hija mayor, Karina, nació con parálisis cerebral, y fue inspiración de la fundación con el nombre de su padre destinada al sostén de jóvenes discapacitados.
En 1988 completó el papel de «The Common Man» en Un hombre para la eternidad un film para televisión protagonizado y dirigido por Charlton Heston, con John Gielgud y Vanessa Redgrave. Heston dedicó la película a Roy Kinnear como recuerdo a un gran actor y amigo personal.
El 19 de septiembre de 1988 Kinnear sufrió una caída de caballo mientras filmaba The Return of the Musketeers en Toledo, España, rompiéndose la pelvis. Fue trasladado a un centro hospitalario de Madrid, donde falleció al día siguiente como consecuencia de un ataque cardiaco. Tenía 54 años de edad. El director del film, Richard Lester, concluyó su propia carrera como director como resultado de la muerte de Kinnear. El actor fue enterrado en el Cementerio de East Sheen, Londres.

## Filmografía
- The Princess and the Goblin (1992) Mump (voz) [estrenada a título póstumo]
- The Return of the Musketeers (El regreso de los mosqueteros) (1989) Planchet
- Just Ask for Diamond (1988) Jack Splendide
- Un hombre para la eternidad (1988) [estrenada a título póstumo]
- There Was an Old Woman (episodio de The Ray Bradbury Theater) director del funeral (1988)
- Mr. H Is Late (1987) Piper
- Unusual Ground Floor Conversion (1987) Inquilino anterior
- Casanova (1987) Balbi
- Hardwicke House (1987) R G Wickham
- Piratas (1986) Dutch
- Bertha (1985) Narrador/Todas las voces masculinas
- Towser (1984) Relator
- The Clairvoyant (1984)
- Squaring the Circle (1984) Kania
- The Zany Adventures of Robin Hood (1984) Fraile Tuck
- Anna Pavlova (1983) Jardinero
- The Boys in Blue (1982) Lloyd
- SuperTed (1982) Bulk (voz)
- Hammett (El hombre de Chinatown) (1982) Eddie Hagedorn
- Blake's Seven (1981) Gold
- If You Go Down in the Woods Today (1981) Fishfingers
- Hawk the Slayer (1980) Posadero
- High Rise Donkey (1980)
- Cowboys (1980)
- Rhubarb Rhubarb (1980) Vecino
- The London Connection (1979) Bidley
- Quincy's Quest (1979)
- The Hound of the Baskervilles (1978) Ethel Seldon
- Watership Down (Orejas largas) (1978) Pipkin
- The Last Remake of Beau Geste (1977) Boldini
- Ripping Yarns (1977)
- Herbie Goes to Monte Carlo (1977) Quincey
- Not Now, Comrade (1976) Hoskins
- The Adventure of Sherlock Holmes' Smarter Brother (El hermano más listo de Sherlock Holmes) (1975) Ayudante de Moriarty
- Royal Flash (El cobarde heroico) (1975) Old Rouse
- One of Our Dinosaurs Is Missing (Se nos ha perdido un dinosaurio) (1975) Supt. Grubbs
- Eskimo Nell (1975) Benny U. Murdoch
- The Amorous Milkman (1974) Sargento
- Barry McKenzie Holds His Own (1974) Obispo de París
- Three for All (1974) Hounslow Joe
- Los cuatro mosqueteros (1974) Planchet
- Juggernaut (El enigma se llama 'Juggernaut') (1974) Social Director Curtain
- The Cobblers of Umbridge (1973) Dan y Doris Cobbler
- The Three Musketeers (1973) Planchet
- The Alf Garnett Saga (1972) Wally
- That's Your Funeral (1972) Purvis
- Alicia en el país de las maravillas (1972) El Gato de Cheshire
- The Pied Piper (1972) Burgomaestre
- Madame Sin (1972) Veraneante
- Willy Wonka and the Chocolate Factory (Un mundo de fantasía) (1971) Mr. Henry Salt
- Melody (1971)  Mr. Perkins
- Egghead's Robot (1970) Cuidador del parque
- The Firechasers (1970) Roscoe
- Scrooge (1970) Segundo caballero corpulento
- On a Clear Day You Can See Forever (Vuelve a mi lado) (1970) Príncipe regente
- Taste the Blood of Dracula (El poder de la sangre de Drácula) (1970) Weller
- Lock Up Your Daughters (1969) Sir Tunbelly Clumsey
- The Bed-Sitting Room (1969) Plastic mac man
- Albert Carter, Q.O.S.O. (1968) Albert Carter
- The Mini-Affair (1967) Vendedor de extintores
- How I Won the War (Cómo gané la guerra) (1967) Clapper
- The Deadly Affair (Llamada para el muerto) (1966) Adam Scarr
- A Funny Thing Happened on the Way to the Forum (1966) Instructor de gladiadores
- La colina (1965) Monty Bartlett
- Help! (1965) Algernon
- The Informers (Imperio de violencia) (1964) Shorty
- French Dressing (1964) Henry
- A Place to Go (1963) Bunting
- The Small World of Sammy Lee (1963) Lucky Dave
- Heavens Above! (Cielos arriba) (1963) Fred Smith
- Sparrows Can't Sing (1963) Fred
- The Boys (1962) Charles Salmon
- Tiara Tahiti (1962) Capitán Enderby
- The Millionairess (1960)
- Oh Rosalinda!! (1955)
- The World Owes Me a Living (1944)

## Teatro (selección)
- Make Me an Offer
- Sparrows Can't Sing
- The Clandestine Marriage
- The Travails of Sancho Panza
- El jardín de los cerezos